# Великий Крупіль
Вели́кий Крупіль — село в Україні, у Броварському районі Київської області. Населення становить 543 особи (2024 рік). Село входить до складу Згурівської селищної громади. Перша згадка про село датується 20 березня 1625 року.

## Історія
Заснований 1211 році. Мав старинну назву Крупль, згідно перепису городищ Київської Русі. Після монгольської навали занепав.

### Великий Крупіль до початкуXVII століття
У Великому Круполі була знайдена римська монета з зображенням імператора Марка Аврелія, що, можливо, свідчить про те, що торгівля на крупільських землях існувала ще в II столітті нашої ери.
Серед селян існує легенда, що у Недрі під час осушення боліт віднайшли рештки давньоруського човна, але це поки що не знайшло документального підтвердження.

### XVII століття: козацькі часи
В селі на валах розташоване городище Русі, знищене татаро-монголами. У 1898 році на території городища знайдена римська монета із зображенням імператора Марка Аврелія Антоніна (26.04.121 г. — 17.03.180 г.), римского імператора який посів престол з 07.03.161 року. Відбудоване місто Крупіль у середині XVI століття і підпорядковане Волинському воєводству. Поруч містечка королем Речі Посполитої зведений Яруспіль, як адміністративний центр для виробництва селітри з навколишньої сировини (городища, могильники, кургани). Для міста Крупіль в 1570 році король пожалував Магдебурзьке право.
Інша документальна згадка про Великий Крупіль (у документі — Крукполе) датується 20 березня 1625 року. Згідно з документом, Бартоломію Обалковському (Bartłomiejowi Obalkowskiemu) дається довічне право на видобуток селітри у Києві та по всій Україні по смерті нинішнього володаря цього привілею, Яна Чернишевського (Jana Czerniszewskiego). Також Обалковському надаються міста Березань (Berezan), Биків (Bykowo), Яблунів (Jabłonow), Миргород (Mirhorod), Зигмонтів (Zygmuntow) та Крукполе (Krukpole) у київській землі (w ziemi kijowskiej). Таким чином, вже у першій згадці Крукпіль фігурує як місто.
Друга згадка про Крупіль також пов'язана з селітрою. Так, 1636 року Крукпіль згадується як містечко, що належить до «Адміністрації селітряних маєтків» — організації, що займалася видобутком селітри в Україні.
1646 року Крукпіль згадується серед міст, що були "захоплені" Яремою Вишневецьким.
З початком Хмельниччини крукпільські козаки також брали участь у національно-визвольній війні. 1648 року під Крукполем деякий час стояв табором Ярема Вишневецький. Того ж року Крукпіль увійшов до складу Басанської сотні Переяславського полку.
1648 року виходить в світ «Загальна карта України» Ґійома Левассера де Боплана, на якій Крукпіль позначено як Яруспіль або Ярушпіль. Причина такої заміни невідома. Інші карти, на яких позначено Яруспіль замість Великого Круполя, можна побачити тут.

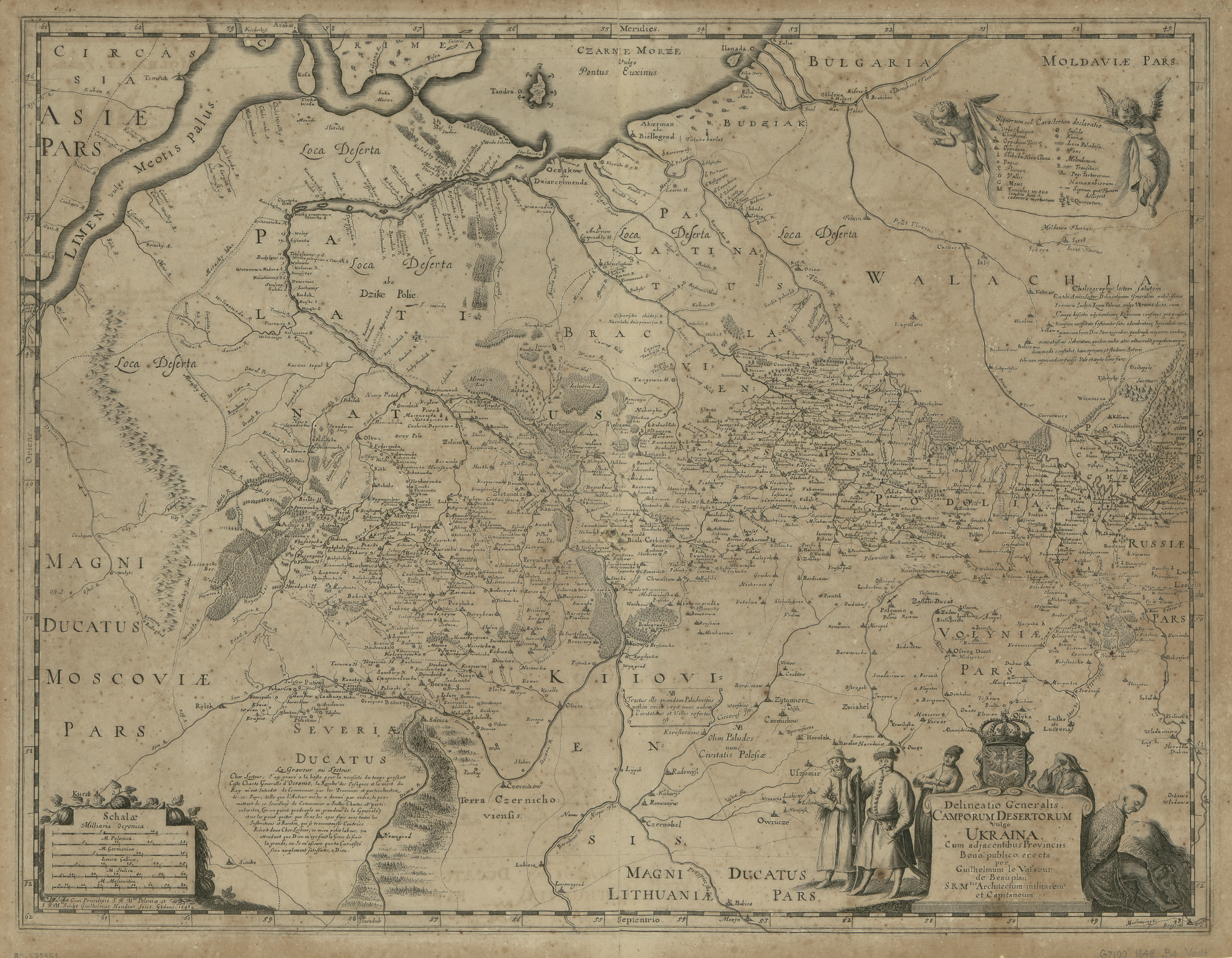
Загальна карта України Боплана, 1648

В козацькому реєстрі 1649 року у Яготинській сотні фігурує «Демян Крукъполский»Реєстр [Архівовано 22 серпня 2016 у Wayback Machine.].
Коли 1653 року на Переяславську раду їдуть московські посли на чолі з Василем Бутурліним, вони, зокрема, проїжджають через Крукпіль по дорозі Переяслав — Москва, що проходила тут.
1654 року була утворена Крукпільська сотня з центром у Крукполі. Точний склад сотні та її устрій невідомі, бо вона була того ж року розформована. Скоріше за все, вона включала сам лише Крукпіль. З цього часу Крукпіль був єдиним містечком у полку, що не мало власної сотні та належало до іншої.
Остання згадка про Крукпіль з XVII століття датується 1665 роком — тоді Крукпіль було виключено зі складу полку. Поки що точно невідомо, що дало підстави для такого рішення  І.Брюховецького — найімовірніше, містечко було зруйноване під час одного з військових походів на Лівобережжя, бо достеменно відомо, що на великій відстані села довкола Крукполя усі належали до Переяславського полку. Цю здогадку підтверджує і те, що пізніше Родіон Дмитрашко заснував Крупіль наново.
У переписній книзі Малоросійського приказу (1666) згадується село Крупполе. У ньому було 27 дворів, усіх 27 чоловіків названо поіменно. У 24 дворах тримали 24 воли та 16 коней, 2 двори були «ґрунтовими» (без орної худоби), а 1 двір був «бобильським» (без землі).

### XVIII століття: село Крупіль
4-м червня 1704 року датований тестамент, у якому вказується, що колишній переяславський полковник Родіон Дмитрашко осадив (тобто заснував) село Круполе. В купі зі звісткою 1665 року та відсутністю вістей про Крупіль майже усю другу половину XVII століття, а також з тим, що таке містечко, як Крупіль, повинно було б згадуватися в документах, якби існувало, дає підстави вважати, що Крукпіль було зруйновано приблизно у 1660-х роках та відновлено Родіоном Дмитрашко в кінці століття.
1705 року Р. Дмитрашко помирає, і Крупіль відбирають у його вдови, віддавши натомість перекладачу Київської губернської канцелярії Федору Корбе. Після цього Круполе ще кілька разів згадується у різноманітних актах. 1719 року Федір Корбе повторно отримав грамоту на Крупіль. В тому ж році переяславський полковий осавул Яків Пилипенко отримав універсал від гетьмана Івана Скоропадського на Круполь.
Імовірно, що хутір Корбина Гребля був заснований або отримав назву від Федора Корбе. Пам'ять про нього і досі живе у селі, він відомий як «пан Корб».
На початку 1730-х років під час опису «маєтностей Малоросії» у Круполі проводиться опитування «старожилів», які вказують на те, що село засноване Родіоном Дмитрашко.
У 1731 році Круполем усе ще володіє вдова Федора Корбе.
Можливо, у той час селом володіли декілька господарів, бо існують дані, за якими 1735 року Захар Забіла продає Крупіль як володіння свого діда.
Наступного разу є звістка про село Крупілля у складі Басанської сотні 1750 року.
У 1781 році в селі був один священик (що підтверджує наявність церкви), 74 хати виборних козаків, 76 хат козаків підпомічників та 67 хат посполитих. Згідно з «Описом Київського намісництва 1787 року», Круполем володіють колезький радник Іван Корбе та бунчуковий товариш Семен Пилипенко. Тут проживає 749 людей. Крім того, цим роком датована перша згадка Малого Круполя та перше вживання назви «Великий Крупіль».
На цьому звістки XVIII століття про село Круполе перериваються.

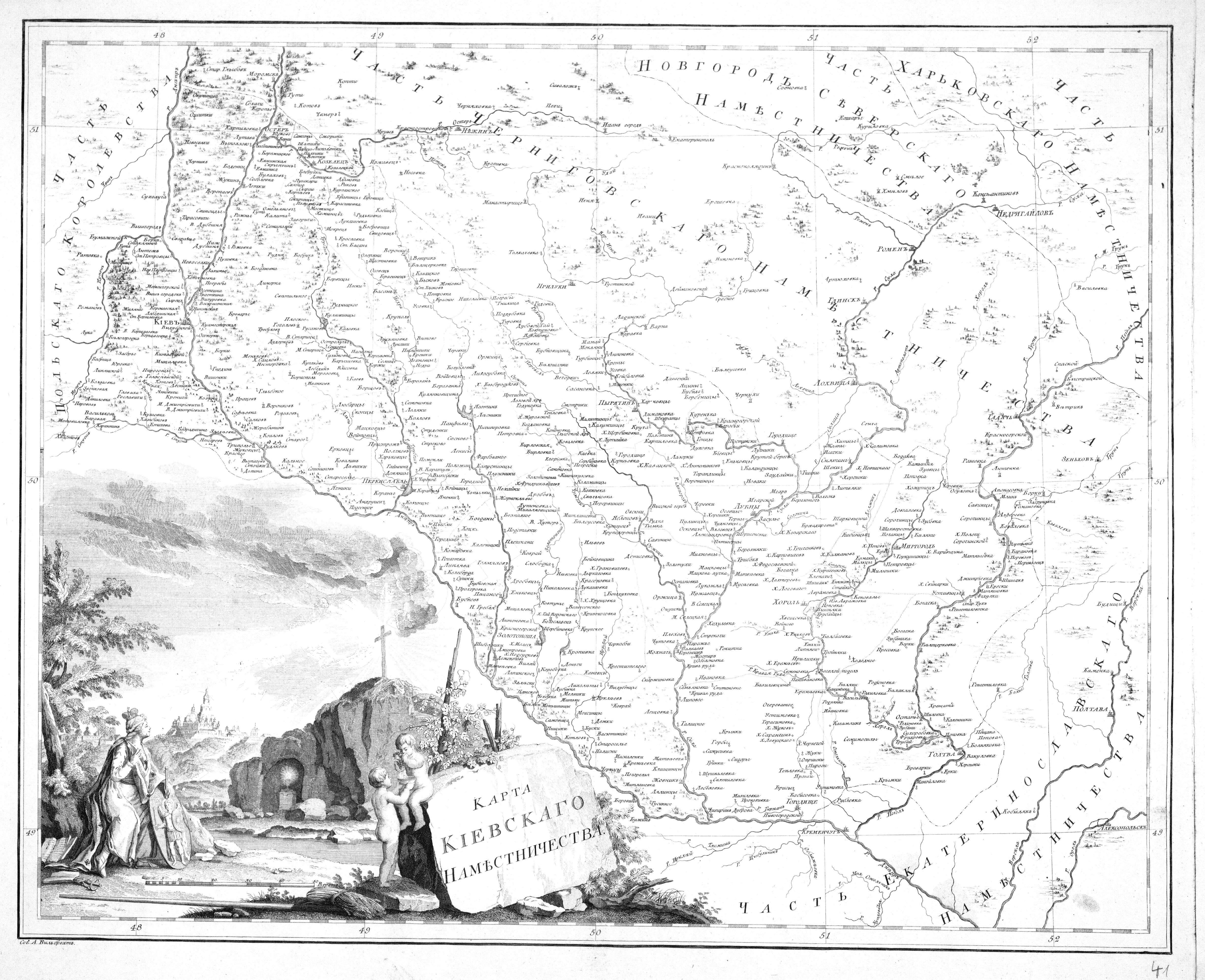
Мапа Київського намісництва, 1792 рік

### XIX— початокXX століття: містечко Великий Крупіль

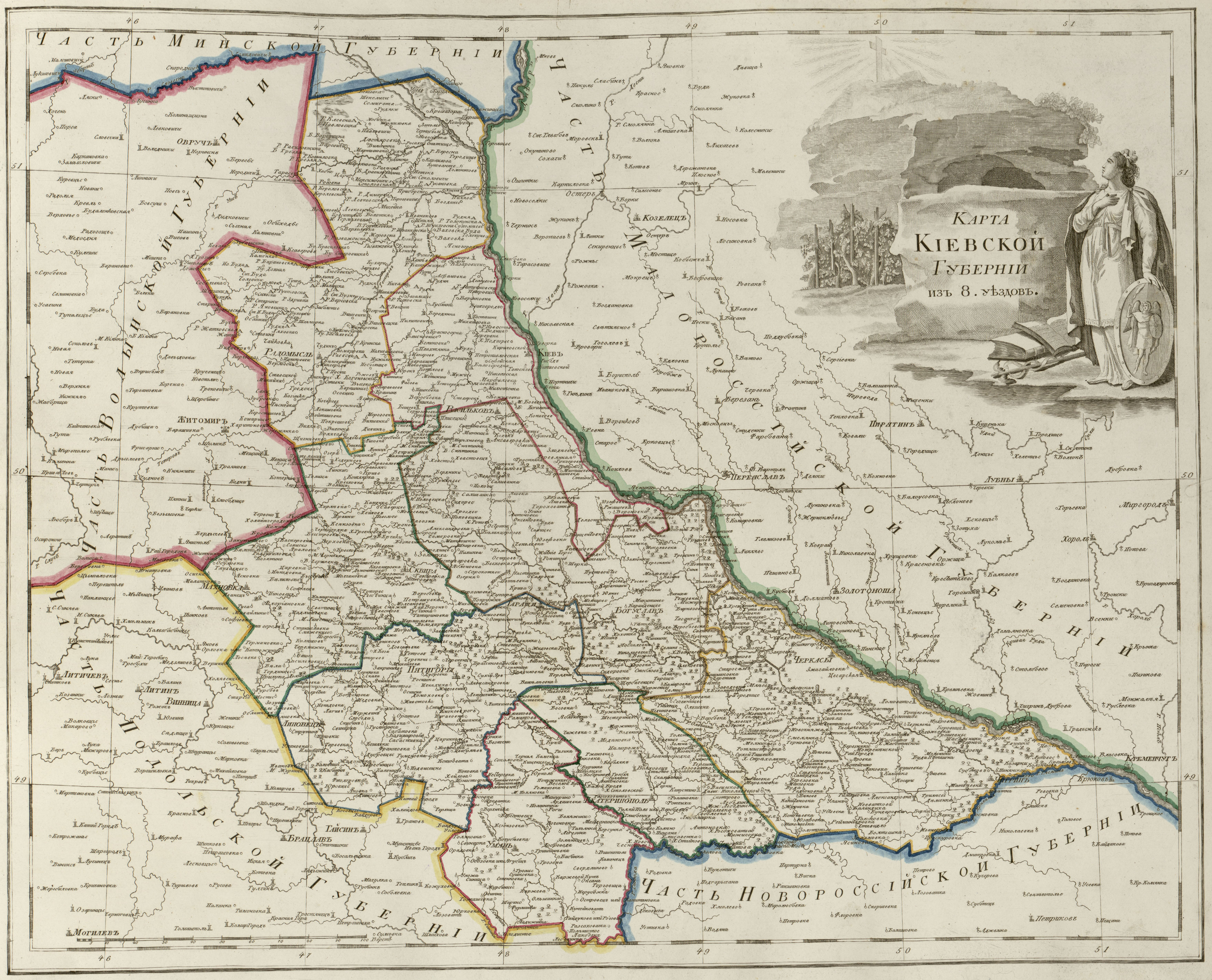
Карта Київської губернії 1800 року, на якій помітно Крупіль

1834 року містечком Круполем вже володіє рід Бутовичів, що зафіксовано у документах.
1850 року в Круполі налічується 150 дворів та 1033 жителів.
За даними від 1859 року, у Великому Круполі проживає 1107 жителів, містечко має 232 двори, православну церкву (це була попередниця Михайлівської церкви, розібрана 1878 року), 2 постоялих будинки, 37 вітряних млинів та маслобійний завод. Відбувалося 5 ярмарків на рік.
З 1870 року в Круполі в Бутовичів зберігається оригінал портрету Івана Мазепи, вивезений за часів Української революції 1917-1921 рр. до США і згодом повернутий в Україну. Нині цей портрет показують на деяких виставках. Портрет перевезли до Круполя через пожежу у домі в Черевках, де він зберігався, і він був родинною реліквією Бутовичів, бо був дарований їхнім предкам самим гетьманом.
У 1878 році стару крупільську церкву «по ветхости» розібрали, а замість неї в тому ж році поставили нову, теж дерев'яну. Значну кількість грошей на будівництво Михайлівської церкви пожертвував сам поміщик Бутович. При храмі діяли бібліотека та земське училище, прихід складали Великий та Малий Крупіль.
Великий Крупіль фігурував у «Энциклопедии Брокгауза и Ефрона», де йому було дано такий опис:
| ... местечко Полтавской губернии, Переяславского уезда, при реке Недре, в 50 верст от указанного города, на границе с Черниговской губернией; вместе с деревней Круполь Малый, расположенной на другой стороне ручья, составляет одно поселение. Жителей 2315; земская школа, 1 ярмарка. |
Також слід зазначити, що до Круполя у XIX столітті завжди приписували хутір Корбина Гребля.
У 1902 році Михайлівська церква має 2441 парафіянина а її настоятелем є Димитрій Філянський.
Станом на 1910 рік містечко має 317 дворів, з них 163 належить козакам, 135 — селянам, 1 — євреям, 3 двори належали непривілейованим верствам інших занять, а у 10 дворах проживали привілейовані верстви. Загалом населення становило 1694 людини. У Великому Круполі був паровий млин, що на той час було досить рідкісним явищем, а крім нього було ще чимало звичайних вітряків, що зосереджувалися в основному на нинішній Голубівщині. Працювали церковно-приходська, а згодом — народна школа, де було 2 учителі.
1912 року в церкві парафіян привілейованих верств 54, міщан — 12, козаків — 1536, селян — 791, загалом — 2342. Священик — Олександр Курдиновський, псаломщик — Андрій Москаленко, церковний староста — козак Федір Цирупик. 1912 року населення містечка складало 1580 осіб.
Загалом, містечко було одним з торговельних центрів Східної Київщини. По хліб приїжджали купці, закупали й везли додому. Містечко славилося грубими сукнами, які скупляли люди, зокрема, із Золотоноші. Загалом, тут був торговельний осередок, де багато купців відкривали свої лавки. Розташовувався ярмарок на горбі у центрі села, і діяв постійно. Подальшому розвитку торгівлі та ремесел завадили відсутність залізниці та драматичні події Української революції. На найвищому місці розташовувався двір поміщика Бутовича, а у центрі стояли ще два його будинки — тут була економія, конюшня, амбари, скотові двори та казарми для наймитів. Щоденно у Бутовича працювали декілька сотень селян, декотрі інші брали земельні ділянки в оренду, а ще деякі йшли працювати до інших місць на літо.
У селі відбуваються події, описані в романі Олеся Гончара «Таврія».

Військова карта 1917 року

### XX століття(радянські часи): село Великий Крупіль
1917 року у селі спалахнуло повстання проти поміщика Бутовича. Проводирями повстання були Іван Степанович Гудименко, Василь Харитонович Гудименко, Іван Трохимович Усмединський, Н. Т. Приходько. Організаторами «поділу» майна Бутовича виступили Михайло Гаврилович Шашко, Василь Федорович Яхно, Михайло Якович Кулага та Іван Андрійович Опанащенко. Наступні події Української революції призвели до загибелі багатьох жителів Круполя.
1921 року, після остаточного встановлення комуністичної влади, було організовано перше товариство спільного обробітку землі (ТСОЗ), до якого спочатку увійшло 10 сімей, але кількість членів поступово збільшувалася («добровільно-примусовим» способом). Наступного року було створено місцеву організацію Комуністичної партії, яку очолив Іван Трохимович Усмединський, а згодом — і комсомольську організацію. 1925 року в селі з'явився перший трактор і перший тракторист — Іван Тимофійович Чередниченко (за іншими даними — Михайло Якович Кулага).
1923 року в Великому Круполі проживало 1956 жителів.
У 1923-1925 роках Крупіль входить до складу Лехнівського району Прилуцького округу, бувши центром Великокрупільської сільради, до складу якої, окрім власне Великого Круполя, входив ще хутір Корбина Гребля. 1925 року Лехнівський район відійшов Київському округу.
У 1927 році у Великому Круполі налічувалося вже три ТСОЗи.
Слід зазначити, що, починаючи зі встановлення радянської влади, Великий Крупіль втратив статус містечка.
1929 року згоріла Михайлівська церква, перетворена кілька років до того на клуб. До села якраз приїхали артисти з виставою, і, за офіційною версією, колишня церква згоріла від несправного опалення. Але по селу і досі ходять чутки, що то був умисний підпал, вчинений членами парторганізації.
Того ж року ТСОЗи були перейменовані на колгоспи ім. Воровського, ім. Чапаєва та ім. Сталіна. Колгосп імені Воровського обслуговував Протягайлівщину, колгосп імені Чапаєва — Бакай, а колгосп імені Сталіна — Загреблю.
Під час Голодомору 1932—1933 років у Великому Круполі загинуло 46 людей. На їх честь сьогодні в центрі села поставлений пам'ятник — білий хрест, прикритий рушником.
1936 року утворено Великокрупільську сільраду у складі Березанського району.
1938 року на Всесоюзній виставці досягнень народного господарства у Москві крупільчани М. Л. Усмединський та А. М. Усмединська були нагороджені медалями "За трудовую доблесть", О. І. Ященко — малою срібною медаллю ВДНГ.
Великий Крупіль був захоплений німецькими військами 23 вересня 1941 року. З фронтів Другої світової війни не повернулося 142 крупільчанина, ще близько 200 юнаків та дівчат були вивезені на примусові роботи до Німеччини. Радянські війська зайняли Крупіль у вересні 1943 року.
У 1946 році усі три колгоспи злилися в один.
1950 року до складу Великокрупільської сільради увійшло село Малий Крупіль.
1962 року село було повністю електрифіковане, почалася поступова газифікація. Наступного року Великий Крупіль переходить до складу Яготинського району, а 1965 року — Баришівського.
У січні 1969 року унаслідок несправного опалення згоріло старе приміщення Великокрупільської школи. Після цього навчання проходило у дві зміни в пристосованих приміщеннях. 1 вересня 1973 року була урочисто відкрита нова шкільна будівля, що функціонує за призначенням і понині. Так, у 2012-13 навчальному році в школі навчалися 56 дітей. У 2021 р. це Великокрупільський НВК "Загальноосвітня школа І-ІІ ступенів-дитячий садок" Згурівської селищної ради Броварського району Київської області (74 здобувачі освіти і 30 ! осіб персоналу).
4 травня 1984 року утворилася Великокрупільська сільська рада у складі Баришівського району, до якої увійшли села Великий і Малий Крупіль. З утворенням 1986 року Згурівського району сільрада перейшла до нього.
У кінці 1980-х років до Великого Круполя було переселено кілька сімей з населених пунктів, що увійшли до Чорнобильської зони відчуження. Так, згідно з Постановою Ради міністрів УРСР від 30.12.1989 № 333 «Про переселення жителів з населених пунктів Народицького району Житомирської області й Поліського району Київської області, а також будівництво для них об'єктів соціально-побутового і виробничого призначення», 1990 року до Великого Круполя було переселено 9 сімей з села Шевченкове Поліського району, 24 сім'ї з села Ясен того ж району, і ще 7 з 30-кілометрової зони навколо ЧАЕС.

### XXI століття: незалежна Україна
Згідно Всеукраїнського перепису населення 2001 року, у селі проживало 642 особи. Серед них своєю рідною мовою вказали:
| Мова       | Кількість осіб | Відсоток |
| ---------- | -------------- | -------- |
| українська | 636            | 99,07 %  |
| російська  | 6              | 0,93 %   |

2007 року розпочалося будівництво комплексу ферм Української Молочної Компанії на місці старої ферми.
20 листопада 2008 року в селі встановлений пам'ятник жертвам Голодомору.
2009 року у селі запрацювала перша в Україні біогазова станція на коров'ячому гної, що забезпечує енергією молокотоварний комплекс, а також подає струм у село.
Того ж року розпочалося будівництво нової православної церкви у центрі села.
З 2020 року входить в склад Згурівської селищної громади Броварського району.

## Церкви Круполя

### Перша церква (?-1878)
У 1781 році в Круполі був один священик, що свідчить про те, що у той час в селі була церква. 1792 року село було позначено на карті Київського намісництва як поселення із церквою. Так само він позначений і на мапі Київської губернії, датованої 1800 роком (хоча Крупіль в той час і не входив до складу Київської губернії, але є на карті за її межами).
У 1878 році була побудована нова церква на честь Архістратига Михаїла замість розібраної у тому ж році «по ветхости» старої церкви, якій на той час було понад 100 років. Можливо, що церква 1781 року, 1792 року, 1800 року та стара церква 1878 року — одна і та сама будівля. За сільськими переказами, ця церква побудована легендарним засновником села — Круком.

### Михайлівська церква(1878—1929)
Ця церква була побудована тодішнім власником Великого Круполя — Бутовичем — у 1878 році на місці розібраної старої церкви — поблизу ставка. При церкві були побудовані та діяли бібліотека та народне училище. В 1902 році церква має 2441 чоловік парафіян настоятелем храму був Дмитрій Філянський. У 1912 році парафіян було 2342 людини, священик — Олександр Курдиновський, псаломщик — Андрій Москаленко, церковний староста — козак Федір Цирупик. Церква є на карті 1917 року і позначена у центрі містечка, яке, згідно з нею, мало 170 дворів. Біля церкви у роки Громадянської війни ховали загиблих селян, у 1948 році їх перепоховали до братської могили.
На початку 20-х років, після приходу Радянської влади, церкву за допомогою працівників Київської кінофабрики переобладнали на клуб. Церква була дуже велика і гарна, місцеві старожили кажуть, що вона була «більша і красивіша, ніж у Лукашах», де, як відомо, церква являє собою пам'ятку культури. Тож вона не давала спокою місцевим комуністам і комсомольцям, які сповідували атеїзм. У 1929 році до Великого Круполя завітав переїзний Український селянський театр. Тільки-но артисти почали встановлювати декорації, як церква несподівано загорілася. Коли працівники театру почали гасити пожежу, їм почали перешкоджати комуністи з місцевої партійної ячійки, при цьому бивши артистів палицями та дрючками. За півгодини церква згоріла
Працівники театру перебралися на ніч до сільради. Уранці навколо неї зібрався натовп селян, які погрожували побити або навіть вбити «паліїв». Артисти таки вибралися цілими й неушкодженими, коли селяни спрямували свій гнів на комуністів. Внаслідок цих подій, коли постраждали декілька комуністів, кілька крупільчан потрапили у заслання. Після цього був побудований новий клуб, а церкву, зрозуміло, ніхто відновлювати не став. Нині на її місці стоїть Іллінська церква.

### Тимчасова Іллінська церква (90-і роки— 2013)

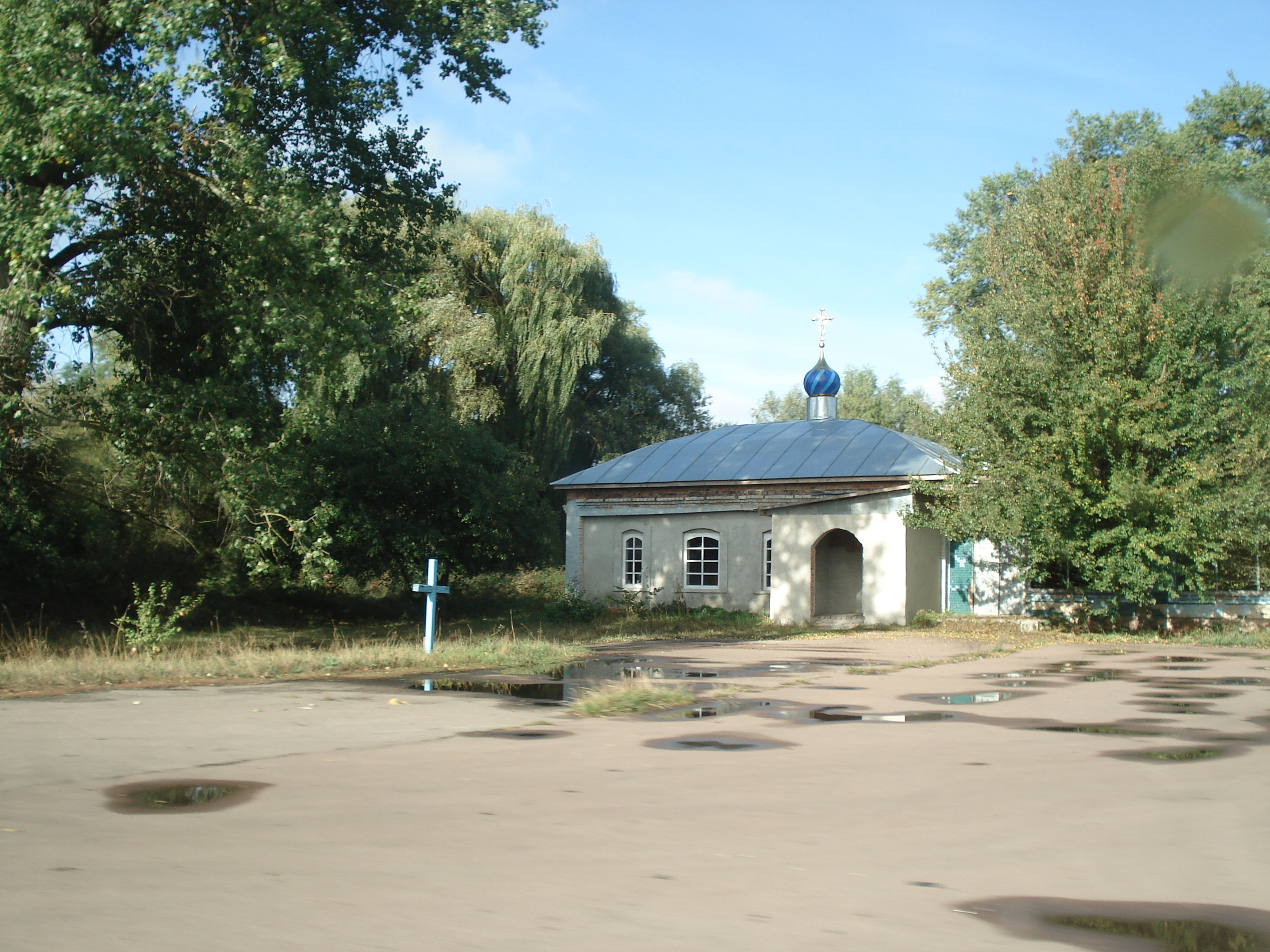
Іллінська церква після реконструкції. На знімку видно хрест біля церкви приблизно на тому місці, де стояла Михайлівська церква

На тому місці, де стояла Михайлівська церква, після війни був збудований магазин, що складався із двох відділів: продуктового та господарчого. На початку 90-х років цей магазин закрився. Однак у середині 90-х років у приміщенні господарчого відділу почала будуватись церква. Спочатку вона мала непристосований вигляд, однак у 2009 році була проведена її повна перебудова, внаслідок чого з'явилися купол та бабник. Деякий час була єдиною діяльною церквою у Великому Круполі, однак 2013 року служби почали відбуватися у новому храмі.
Іллінська церква освячена на честь Іллі-пророка. Вона унікальна, бо являє собою перебудову із нерелігійної будівлі у церкву — частіше відбувається навпаки. Вона однобанна. Стоїть на березі Крупільського ставка, на тому місці, де стояли старіші крупільські церкви.

### Новий Іллінський храм (з 2013)
У 2009 році на Центральній площі почалося будівництво нової церкви. Вона будувалася як однобанна, із дзвіницею. Станом на цей час (літо 2013 року) — церква в основному завершена, але залишилося ще чимало роботи.
Починаючи з серпня 2013 року в церкві відбуваються служби.

## Водойми в Круполі

### Ставок
Зі ставком здавна було пов'язане життя Круполя. Традиційно на вигоні у його східному кінці будували церкви, де і зараз стоїть Іллінська церква. Ставок починається із впадання до нього річечки Канави, де колись ставок був найбільш повноводний. У цьому місці в радянські часи була побудована водокачка. Згодом ця частина ставка значно обміліла, і нині вона фактично є струмком, який тече у невеликій замуленій долині. Далі ставок повертає на схід, і стає все ширшим. Недалеко від Іллінської церкви ставок різко повертає на північ, а через 180 метрів — так само різко на схід, де приблизно десять метрів іде прямо, а далі перетікає у канал, який веде його води до Недри.
Найдальша від центру села частина ставка лежить у кутку Рунець. Поблизу у XIX столітті знаходився панський маєток, зараз від нього залишився лише погріб у дуже засміченому стані. Лозу, яка росте поблизу ставка, місцеві умільці здавна використовували як сировину для плетення кошиків та різних виробів, така традиція продовжується й дотепер.
У найсхіднішій частині ставка життя вирує вже багато століть: селяни полюбляють тут купатися, поблизу ставка стоїть символічний колодязь-«журавель», який є своєрідним пам'ятником, а також символом ставка, а біля нього споруджена Іллінська церква. Колись тут також стояли Михайлівська та ще давніша церква. Колодязь-«журавель» був реконструйований тричі: в 1930-х, 1970-х, та наприкінці 1990-х років родиною Яхно, чий двір знаходиться напроти Іллінської церкви.
Зараз ставок потребує реконструкції, останніми роками він значно обмілів. Ще кілька років тому на ставку збиралися місцеві рибалки, а зараз тут уже риби майже нема. Були зроблені спроби зарибнити ставок, але поки що їх результати невідомі.

#### Річка Канва

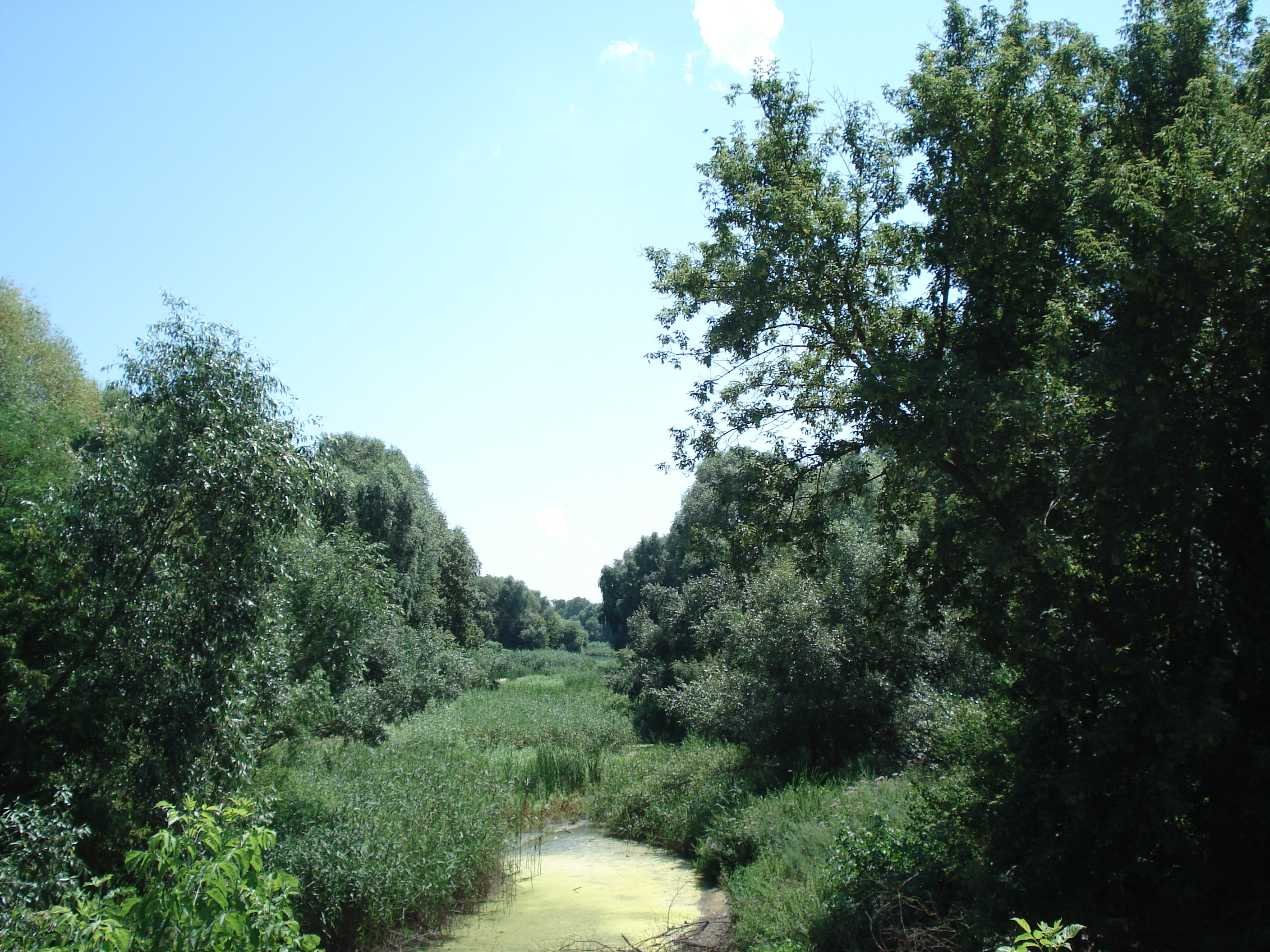
Ставок у цьому місці обмілів та став називатися річкою Канвою

Походження цієї річки невідоме. Деякі старожили села кажуть, що її було прокопано близько ста років тому для потреб господарства, яке знаходилося на місці теперішньої молочно-товарної ферми, і з того часу вона вписалася у ландшафт села як справжня річка. Інші старожили кажуть, що вона тут була споконвіку. Точно відомо, що ще близько десяти років тому річка була досить повноводна, а зараз є просто напівсухою канавою, від чого і поширилася назва Канва. Наповнюється річка лише навесні, під час танення снігу. Протікає вона спочатку у колекторах під вулицею Чапаєва, а потім виходить на поверхню та тече до ставка, куди впадає. Зараз Канвою називають також обмілілу частину ставка. Інколи так називають ще і канал, який постачає воду зі ставка до Недри (раніше цей канал був природним і впадав у болото, однак після його осушення знадобилося його проривати).
Можливо, саме з Канвою пов'язана назва кутка Бакай, що означає в перекладі з тюркських мов «річка в болоті».

### Річка Недра
Недра — основна водойма у селі. До середини минулого століття на Недрі поблизу Круполя були величезні болота (зокрема, вони є на карті, яка датована 1917 роком), у яких в роки Другої світової війни загинуло багато солдат, як радянських, так і німецьких. У середині XX століття болота осушили, викопавши меліоративні канали. Таким чином утворилося багато полів, умовно придатних для сільгоспвикористання, але вони не оралися до 2011 року. Осушення боліт, з іншого боку, призвело до перекосу природного фону опадів у навколишніх селах, зокрема, і у Круполі. Опади тут останніми роками бувають украй рідко, що погіршило природну родючість місцевих чорноземів.
На Недрі побудовано декілька шлюзів. Сюди, а також на навколишні меліоративні канали, щодня приходять на риболовлю тутешні рибалки. Здебільшого, рибальство проходить на Недрі, бо у деяких каналах вода відсутня або її рівень низький. Найближче до Недри підходить куток Голубівщина.

## Крупільська топоніміка

### Походження назви села
Великий Крупіль — назва села, що утворилася лише у XIX столітті. До цього існували багато варіантів найменувань: Крукполе (найстаріший варіант, зустрічається у першій згадці та далі протягом XVII століття), Круки (протягом XVII століття), Крукпіль (поряд із Крукполе), Курукове Поле, згодом — Кру(к)пілля (Кру(к)полье, протягом XVIII століття). Наприкінці XVIII століття, коли починаються перші звістки про Малий Крупіль, з'являється прикметник Велике. Остаточне формування назви відбулося на початку XIX століття, коли містечко стало зватися Великий Крупіль. Однак слід зазначити, що поряд існувало іменування містечка просто Крупіль.
У багатьох джерелах радянських часів наводяться думки щодо походження назви села від «першого родоначальника» села Крупки — звідси начебто і пішла назва Крупіль. Невідомо, як це узгоджується з історичними варіантами назв. Проте в селі існують перекази про «пана Крука», який колись і заснував Крупіль. Схожі версії походження вказують селяни і про сільські кутки — «пан Голуб» щодо Голубівщини тощо. Можливо, це лише всього-навсього сільські перекази.
Також нез'ясованим залишається походження назви «Ярушпіль» на деяких картах XVII—XVIII століть.

### Топонімічні частини села (кутки)
В селі є близько 12 кутків:
- Просягайлівщина, Простягайлівка — довга південна частина села по вул. Воровського. Очевидно, отримала назву від своєї протяжності
- Бакай — північно-західна частина села, переважно по вул. Чапаєва. Назва у перекладі з тюркських мов означає «канава, річка у болоті» (див. статтю), що, можливо, пов'язано із близькістю до ставка та Канави.
- Загориднівка — «трикутник» із вулиць у північно-західному кінці села, за Бакаєм. Походження назви нез'ясоване.
- Скіпщина — частина села, що знаходиться поблизу сільського кладовища, на південному заході, між Городком та Простягайлівкою (вул. Гагаріна). Назва означає «плата за землю»
- Посьолок, Городок — західна частина села, поблизу ферми. Тут після Чорнобильської катастрофи було поселено вихідців із Зони відчуження, що і показує назва кутка
- Центр — головна площа села з прилеглими вулицями. Тут розташовані усі магазини, новий храм, школа, сільрада, поштове відділення, зупинки громадського транспорту та ін.
- Загребля — уся північно-східна половина села, що відділена від іншої половини ставком та Канавою. Тут розташована Іллінська церква, колись стояли усі старіші церкви, а також панські маєтності та будинки. Назва походить від давніх гребель на ставку, що існували на початку XX століття. У більш вузькому значенні — майдан перед церквою та будинки по вул. Шевченка.
  - Новоселиця — вулиця Лугова, що пролягає по березі ставка. Назва маловживана. У ній зафіксовано більш пізній характер забудови цієї частини села — у XX столітті. Інша назва — «Набережна».
  - Рунець — нині найменша частина села (лише 3 подвір'я). Але сто років тому тут були панські сад, палац, економії, будинки, подвір'я та ін. Розташований у кінці Лугової вулиці, за Новоселицею. Частину ставка перед Рунцем називають «Сажалка». Подження назви нез'яслване.
  - Вошепрудівка, Вишепрудівка — вулиця Комсомольська, що відходить на захід від вулиці Шевченка після Клинка. Інколи назва застосовується і до Голубівщини.
  - Голубівщина — вулиця Зої Космодем'янської на північному краю села. Найближче підходить до Недри, збудована у XX столітті на краю боліт. Через її віддаленість від села Голубівщину іноді називають «Хутір». Також Голубіщиною називають прилеглу частину вулиці Шевченка (Клинок) та, інколи, Вошепрудівку.
    - Клинок — вигін на стику вул. Космодем'янської та вул. Шевченка. Назва поширилися на прилеглі частини обох вулиць. Походить від форми вигону.

  - Жабокряківка — ще одна назва Голубівщини з Вошепрудівкою, але маловживана. Походить від характеру нічних звуків на принедрянській частині села.

## Соціальна сфера

### Великокрупільська ЗОШ I—III ступенів
Перша семирічна школа з'явилася у Великому Круполі 1929 року, тоді її очолив Григорій Савович Панфіленко. Навчання не відбувалося в роки німецької окупації, однак було швидко відновлене вже в 1945 році. З 1949 року школа восьмирічна. Стара шкільна будівля згоріла в січні 1969 року, і під час будівництва нової діти навчались у дві зміни в прилаштованих до цього приміщеннях. 1 вересня 1973 року школа урочисто відкрита у новому, сучасному приміщенні.
В різні роки її очолювали: Григорій Савович Панфіленко, Віктор Володимирович Воскобойник, Костянтин Романович Яремчук, Микола Євдокимович Шкілький, Галина Іванівна Шуплик, Михайло Якович Гомулько, Галина Василівна Космина. Нинішній директор — Ніна Михайлівна Афанасенко, на посаді з 2012 року.

## Заняття селян
До подій Української революції більша частина селян наймалися до господарства пана, переважна більшість з них займалися землеробством. Людей із власними статками було небагато, але серед селян були й такі, хто мав свої млини, виробляв олію, горілку тощо. Деяка частина цього товару продавалася на постійно активній ярмарці, що розташовувалася на горбі у центрі містечка. Дуже важливим товаром був хліб: масово відкривалися хлібні лавки, а хліб з них особливо купляли купці з Любави. Вміли місцеві жителі і ткати грубі сукна — їх особливо закуповували купці з Золотоноші. Для виробництва сукон жителі робили верстати. Як вже було сказано вище, більше сотні селян працювали щодня в економії у поміщика Бутовича, та плата за цю працю була мізерною, і багато родин мешкало у злиднях.
Після встановлення окупаційної радянської влади праця у поміщика припинилася, але поступово припинилися і ярмарки, тож люди кормилися своїм господарством. Однак на зміну тяжкій праці прийшла ще гірша колективізація, і більшість селян були змушені віддати худобу у колгосп, хоча і не всі. Дехто з цих людей був репресований. У радянський час майже усі люди працювали в колгоспі, при цьому довгий час умови праці були не ліпші, ніж при поміщиках. Однак ситуація покращилася у 1950-х роках.
Коли Україна стала незалежною, колгоспи були ліквідовані, місцева ферма почала потроху занепадати, і селянам стало ніде працювати. Тож у 90-і роки спостерігався відплив працездатних людей із села. Ті ж, що залишилися, або шукали заробіток у сусідніх селах, або не працювали взагалі. Покращення почало наставати близько 2007 року, коли почав будуватися комлекс Української Молочної Компанії на місці старої сільської ферми. Почали з'являтися робочі місця, люди перестали покидати село, а багато людей навіть приїхало сюди на постійне місце проживання. Так, станом на 2009 рік у комлексі УМК працювало 87 жителів Великого Круполя. Крім того, за цей час відкрилося ще 2 продовольчі магазини, що також надало додаткові робочі місця.
Гірше нині справа з індивідуальними господарствами. У минулому чи не в кожному подвір'ї тримали по 1-2 корови, а ще коней, кіз, свиней, птаство: курей, гусей, качок… Але тепер поголів'я усієї худоби неупинно зменшується: так, 2007 року у селі нараховувалося 160 корів, а вже 2009 року їх було 67.

### Народні промисли
Колись в селі було популярне ткацтво, вишивка, плетіння з лози та соломи — селяни здебільшого самі собі робили одяг, рушники, меблі, прикраси, різноманітні кошики і т. д. Нині ж майже усе це у минулому, адже тепер всі вищезгадані вироби можна з легкістю придбати у селі або навколишніх поселеннях.

## Пам'ятники села
В центрі села, перед церквою, що будується, стоїть пам'ятник жертвам Голодомору. Його було встановлено 20 листопада 2008 року, пам'ятник висотою 3,5 м виготовлений з бетону з мармуровою крихтою. Автори композиції Сидорук О. Ю. та Крилов Б. Ю.
Інший пам'ятник — воїнам, що загинули у Великій Вітчізняній Війні, він був встановлений за радянських часів. З обох боків від пам'ятника знаходяться меморіальні дошки, де викарбувані ім'я односельчан, що загинули на фронтах і були замучені німцями. Перед пам'ятником проходять урочистості до свята 9 травня.
Своєрідним пам'ятником є колодязь-«журавель», що стоїть поблизу Іллінської церкви.
| Пам'ятник                                 | Фото | Дата встановлення | Розташування                            |
| Полеглим у роки 2-ї Світової жителям села |      | 1948              | Центральна площа                        |
| Жертвам Голодомору у селі                 |      | 20 листопада 2008 | Центральна площа, перед церквою         |
| Колодязь-журавель                         |      |                   | Набережна вулиця, за Іллінською церквою |

## Особливості села
Храмовими днями є День святого пророка Іллі (2 серпня) та Собор Архистратига Михаїла і всіх Небесних Сил безплотних (21 листопада).
Також досить цікавим є те, що храм на 2 серпня існував ще задовго до того, як була освячена теперішня Іллінська церква.

## Транспорт
До Великого Круполя можна дістатися такими приміськими автобусами з автостанції «Дарниця» у Києві:

## Мапи, на яких вказано Ярушпіль

Мапи, на яких вказано Ярушпіль
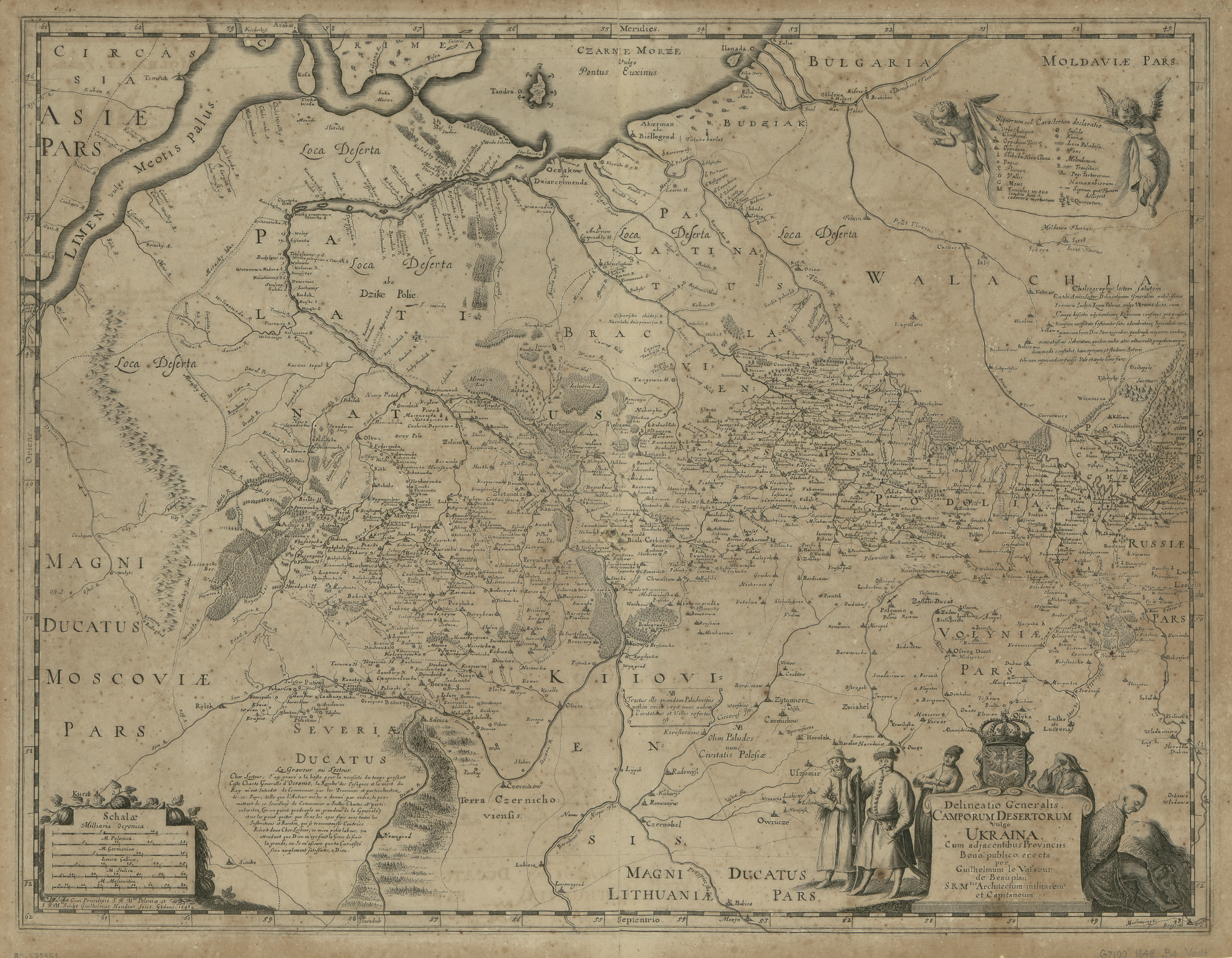
Загальна карта України 1648 року
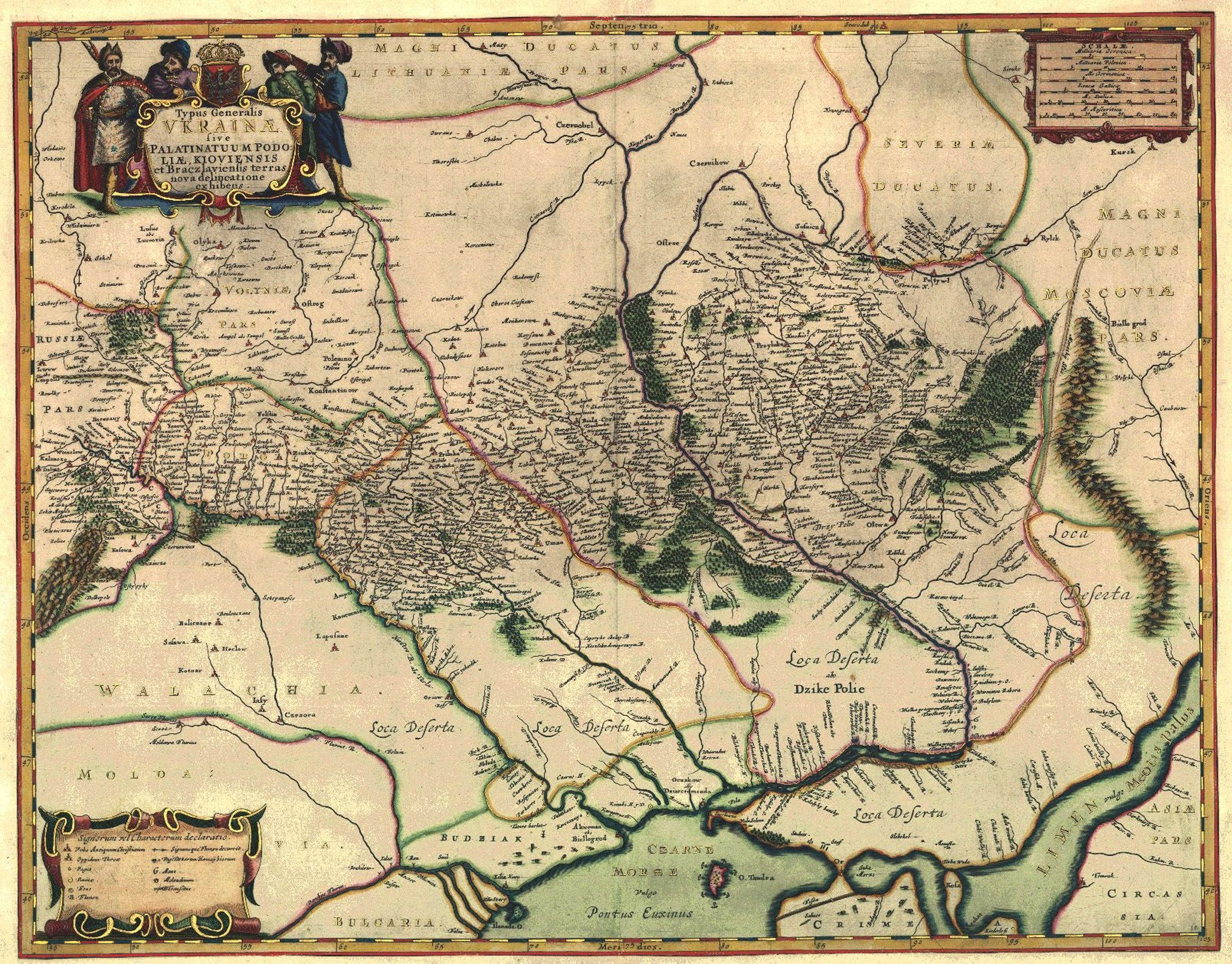
Йоганн Янсоніус, 1649 рік
Covens & Mortier, XVII століття
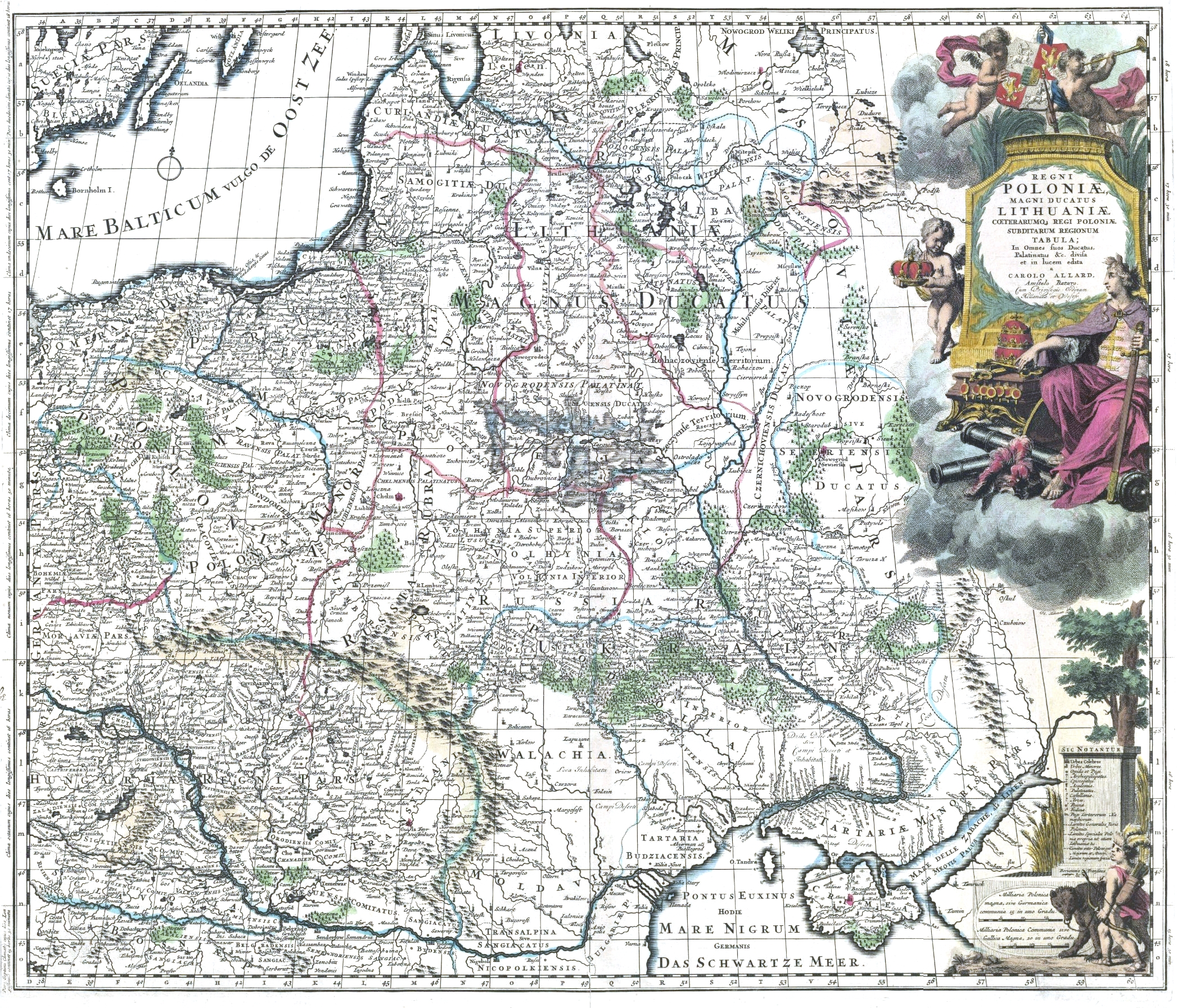
Карло Алард, 1670 рік
Ґійом Сансон, 1674 рік
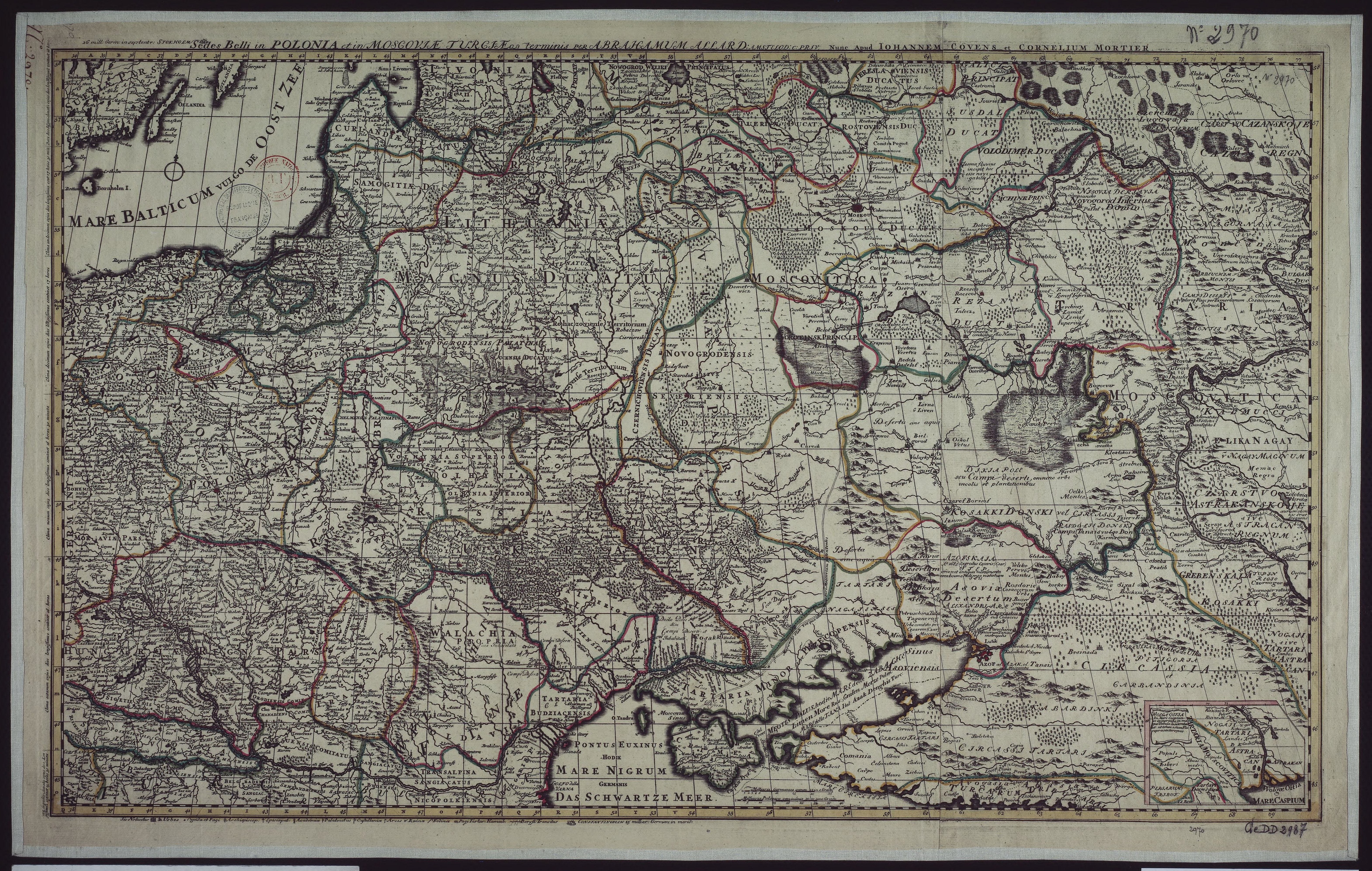
Абрахам Аллард, 1710 рік
Гілерме, 1711 рік

## Галерея

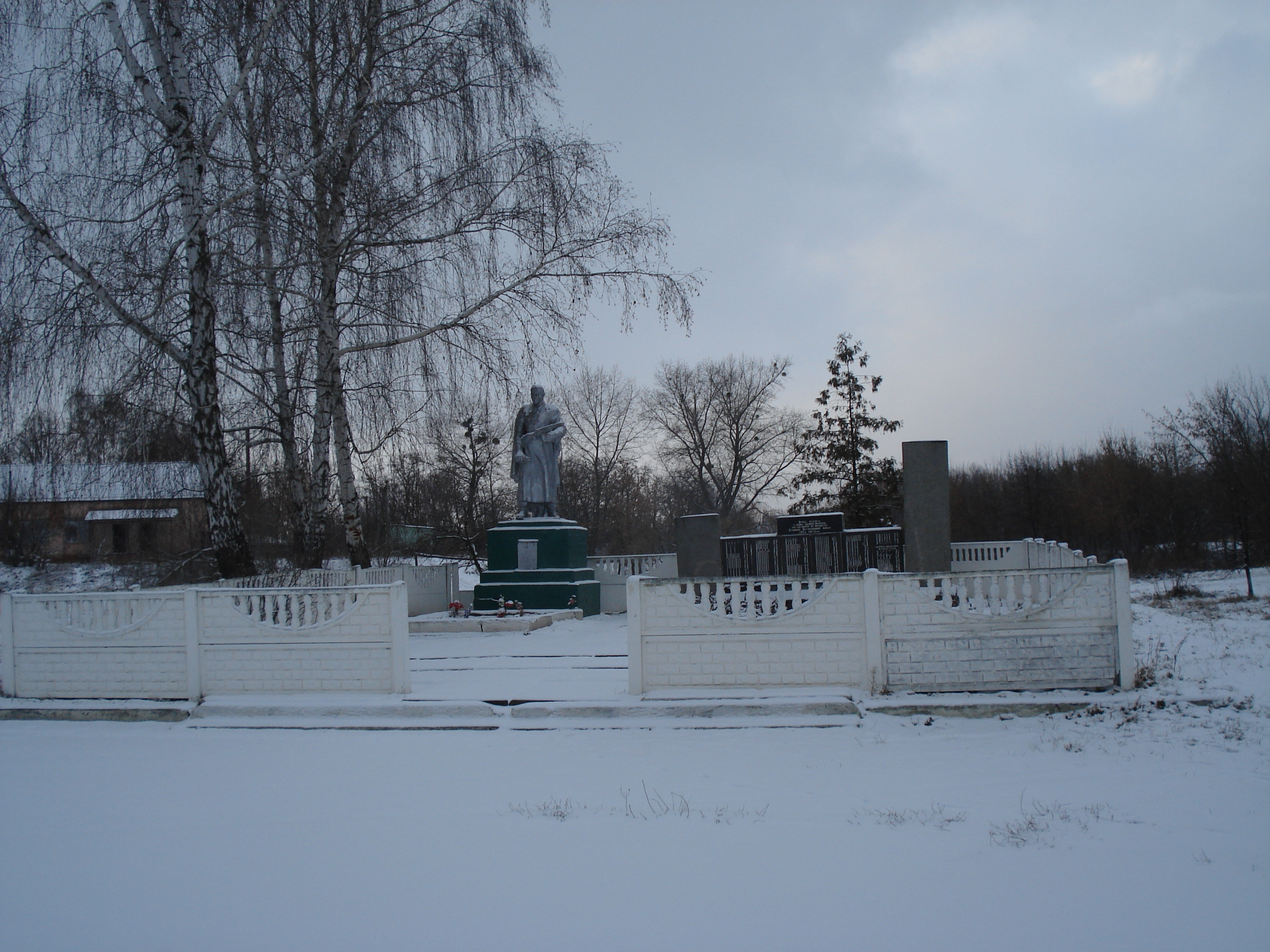
Пам’ятник воїнам, які загинули у часи Німецько-радянської війни
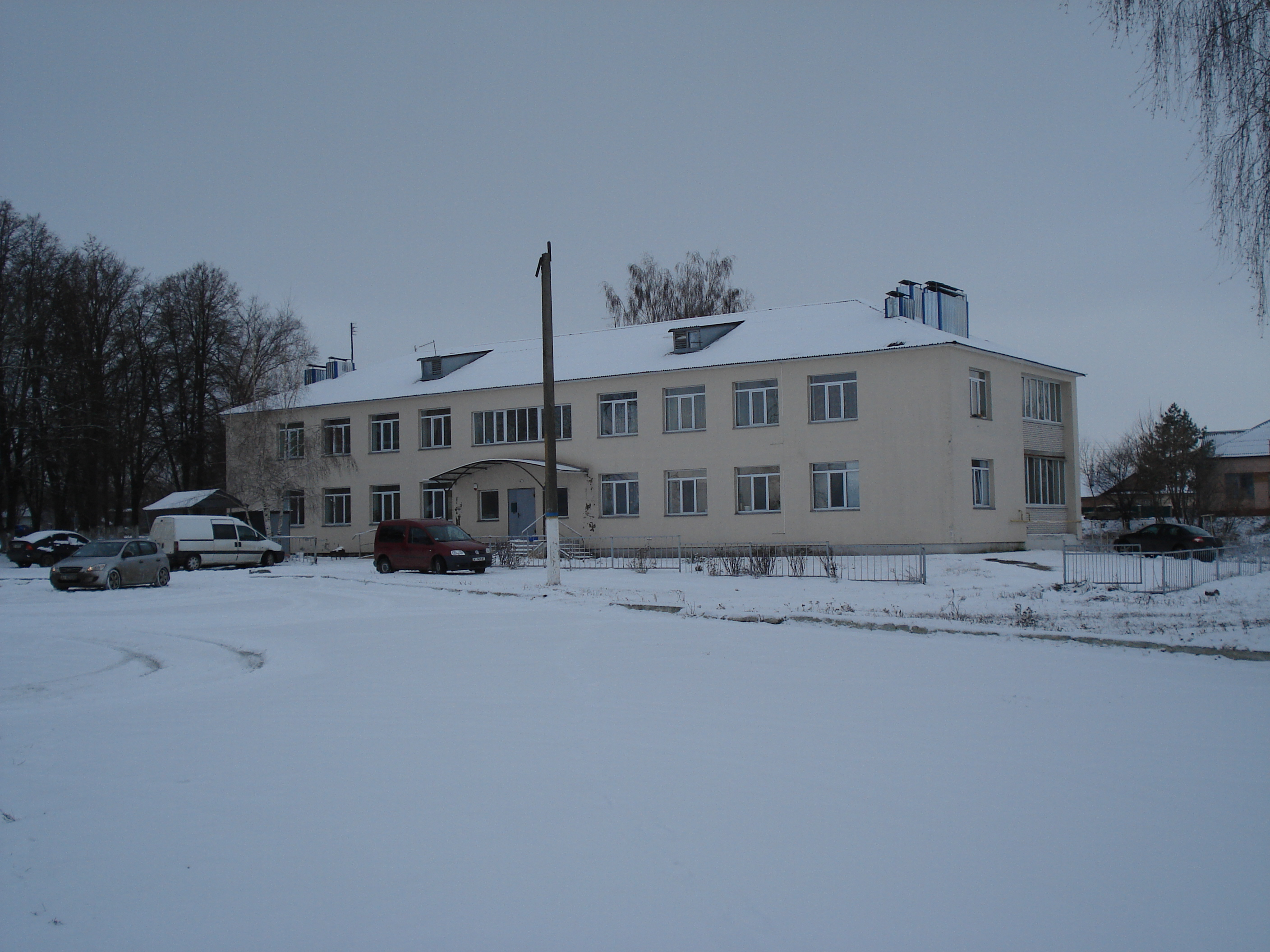
Житловий будинок у центрі села
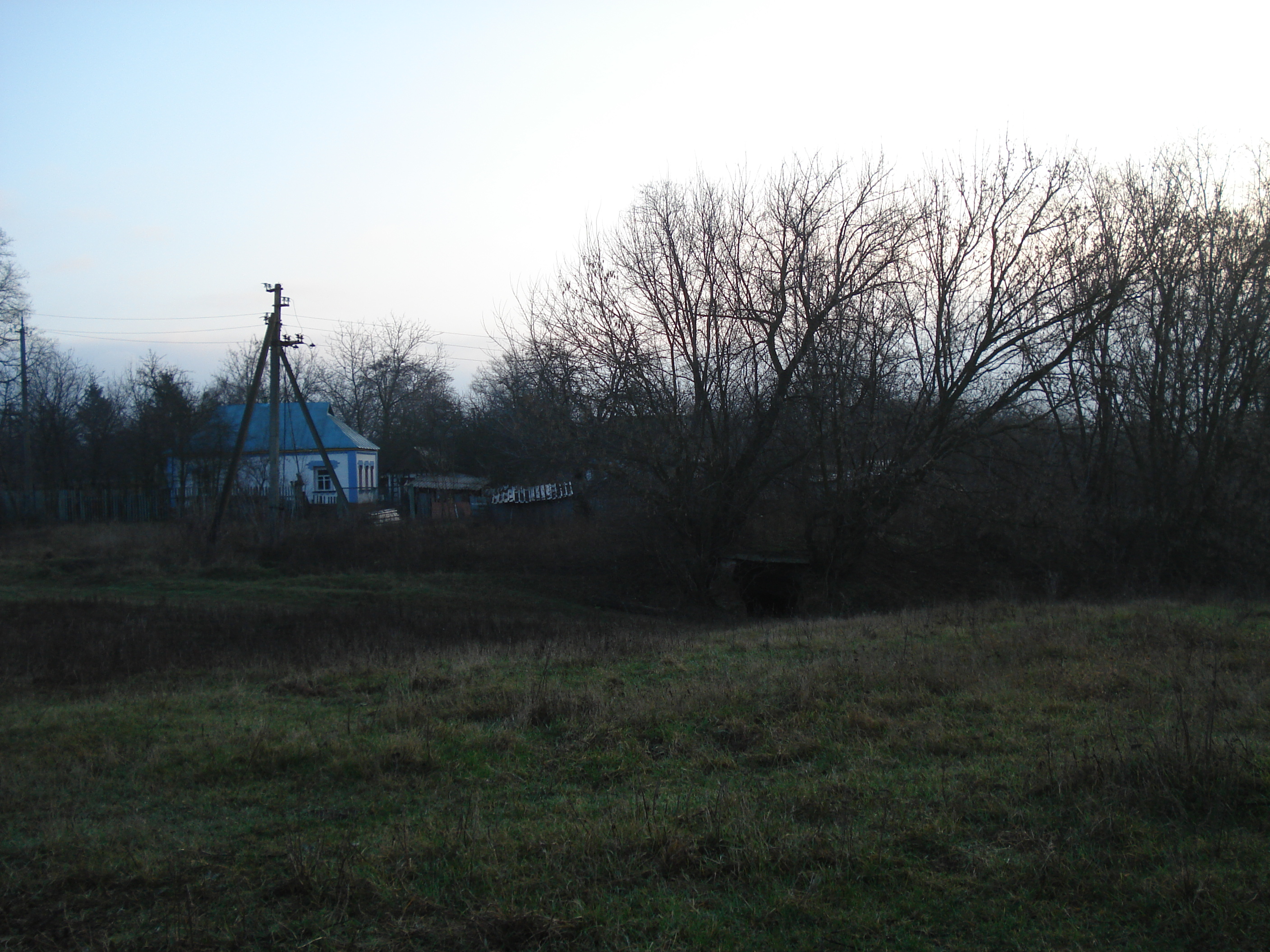
Куток Рунець, де до революції 1917 р. був панський маєток. На знімку видно єдину вцілілу від нього споруду - погріб